# Tytios
Tytios (gr. Τιτυό Tityó, łac. Titios) – jeden z  gigantów w mitologii greckiej.
Był synem Zeusa i Elary albo Gai. Był ojcem Europy. W pozycji leżącej jego ciało zajmowało 9 akrów ziemi. Mieszkał na Eubei.
Został zastrzelony z łuku przez Apolla i Artemidę, gdy chciał zgwałcić ich matkę, Leto. Według innych wersji zginął od pioruna Zeusa i został strącony do Tartaru, gdzie dwa sępy wyszarpują mu wciąż odrastającą wątrobę, siedzibę pożądania. Natomiast inne podania podają, iż leżał wówczas rozciągnięty na ziemi.
„Widziałem i Tityosa, syna Gai świętej -

Zalegał dziewięć stajań leżąc rozciągnięty.

Dwa sępy, jeden z prawej strony, drugi z lewej,

Choć ich spędzał, spod skóry darły z niego trzewy.

Kara za Leto, Zeusa boską nałożnicę,

Którą on znieważył...”
(Homer, „Odyseja”  pieśń XI, wersy 591-596, przeł. Lucjan Siemieński)